# Eneoptera
Eneoptera is een geslacht van rechtvleugeligen uit de familie krekels (Gryllidae). De wetenschappelijke naam van dit geslacht is voor het eerst geldig gepubliceerd in 1838 door Burmeister.

## Soorten
Het geslacht Eneoptera omvat de volgende soorten:
- Eneoptera fasciata Scudder, 1869
- Eneoptera gracilis Robillard, 2005
- Eneoptera guyanensis Chopard, 1931
- Eneoptera nigripedis Robillard, 2005
- Eneoptera panoplos Otte, 2006
- Eneoptera spodios Otte, 2006
- Eneoptera surinamensis De Geer, 1773